# Renault Type RM
Der Renault Type RM war eine Pkw-Modellreihe des französischen Automobilherstellers Renault aus der Zeit vor dem Zweiten Weltkrieg. Zu dieser Modellreihe gehörten:
- Renault Reinastella (1928–1933)
- Renault Reinasport (1932–1934)